# NK Kanfanar
NK Kanfanar je hrvatski nogometni klub iz Kanfanara. Sjedište je u Kanfanaru, 16. rujna 6A.

## Povijest
Igrao u 2. ŽNL Istarskoj sezone 2011./12.

## Vanjske poveznice
- Facebook
- Kanfanar  Arhivirana inačica izvorne stranice od 28. ožujka 2019. (Wayback Machine) NK Kanfanar uredio i nabavio nove nadstrešnice za rezervne igrače i nove golove za najmlađe članove, 23. rujna 2009.